# Альжан-Ана
Альжа́н-Ана́ (каз. Әлжан ана) — село у складі Кордайського району Жамбильської області Казахстану. Адміністративний центр та єдиний населений пункт Касицького сільського округу.
До 2017 року село називалось Касик.
Населення — 4720 осіб (2021; 3378 у 2009, 2968 у 1999, 3021 у 1989).